# Durandea parviflora
Durandea parviflora är en linväxtart som beskrevs av Otto Stapf. Durandea parviflora ingår i släktet Durandea och familjen linväxter. Inga underarter finns listade i Catalogue of Life.